# Jessica Hausner
Pour les articles homonymes, voir Hausner.
 Jessica Hausner  est une réalisatrice, scénariste et productrice autrichienne née le 6 octobre 1972 à Vienne (Autriche).

## Biographie
Fille du peintre viennois Rudolf Hausner et sœur de l'artiste Xenia Hausner ainsi que de la costumière Tanja Hausner, elle a fréquenté l’Académie de Cinéma de Vienne. Elle a atteint la notoriété internationale en 2000 avec Lovely Rita, le portrait d’une jeune fille mal à l’aise dans le milieu familial. Son second film Hotel (2004) est à classer dans le genre du thriller psychologique. 
En 1999 elle a fondé, avec des associés autrichiens (Antonin Svoboda, Barbara Albert et Martin Gschlacht), la maison de production cinématographique coop99.

Elle a travaillé comme scripte sur le film Funny Games (1997) de Michael Haneke, et comme assistante de réalisation sur le film Désir(s) (Sehnsucht)) (2006) de Valeska Grisebach.

## Filmographie

### comme réalisatrice et scénariste

#### Courts et moyens métrages
- 1992 : Anne
- 1992 : Monsieur Mares (Herr Mares)
- 1992 : L'Anniversaire de Ruth (Ruths Geburtstag)
- 1993 : J'aimerais être souvent un papillon (Ich möchte sein manchmal ein Schmetterling)
- 1997 : Flora
- 1999 : Inter-view
- 2005 : Toast

#### Longs métrages
- 2000 : Lovely Rita
- 2004 : Hotel
- 2009 : Lourdes
- 2014 : Amour fou[1]
- 2019 : Little Joe
- 2023 : Club Zero

### Festivals
- Lors du Festival de Cannes 2011, elle est membre du jury de la Cinéfondation et des courts métrages sous la présidence de Michel Gondry.
- Lors de la Mostra de Venise 2014 elle est membre du jury des longs métrages sous la présidence d'Alexandre Desplat.
- Lors du Festival de Cannes 2016 elle est membre du jury Un certain regard sous la présidence de Marthe Keller.
- Lors du Festival de Cannes 2021 elle est membre du jury des longs métrages sous la présidence de Spike Lee.
- Lors du Festival international du film de Pékin 2024 elle est membre du jury des longs métrages de Emir Kusturica.
- Lors du  Festival de Locarno 2024, elle est présidente du jury des longs métrages.

## Récompenses et distinctions
- Prix FIPRESCI à la Mostra de Venise 2009